# Pierre Legras Pierreville
Pour les articles homonymes, voir Legras.
Pierre Legras Pierreville (18 novembre 1738 - 22 juillet 1810) est un homme politique du Bas-Canada. Il était le député de Kent de 1792 à 1796 à la Chambre d'assemblée du Bas-Canada pour le parti canadien.

## Biographie
Pierre Legras est né à Montréal le 18 novembre 1738. Il est le fils du marchand Jean-Baptiste Legras et de Geneviève Gamelin. À la mort de son père en 1768, il hérite de la seigneurie de Pierreville qu'il rajoutera à son nom.
Il meurt le 22 juillet 1810, à l'âge de 71 ans, à Boucherville. 